# Zichya
Zichya is een geslacht van rechtvleugeligen uit de familie sabelsprinkhanen (Tettigoniidae). De wetenschappelijke naam van dit geslacht is voor het eerst geldig gepubliceerd in 1901 door Bolívar.

## Soorten
Het geslacht Zichya omvat de volgende soorten:
- Zichya alashanica Bey-Bienko, 1951
- Zichya baranovi Bey-Bienko, 1933
- Zichya brevicauda Bey-Bienko, 1951
- Zichya crassicerca Bey-Bienko, 1951
- Zichya deracanthoides Bey-Bienko, 1933
- Zichya odonticerca Zheng, 1986
- Zichya piechockii Cejchan, 1967
- Zichya tenggerensis Zheng, 1986